# Volkmar Böhm
Pour les articles homonymes, voir Böhm.
Volkmar Böhm (né le 24 décembre 1938 à Seifhennersdorf, mort le 9 novembre 2007 à Zittau) est un chanteur allemand.

## Biographie
Böhm prend des leçons de piano et de chant, chante dans le quatuor "Piccolos" et dans des orchestres de danse. Il est découvert en 1961 par Amiga qui publie une vingtaine de singles entre 1962 et 1969. Notamment ses duos avec Ruth Brandin et sa version de Shake Hands deviennent populaires en étant diffusé à la radio et à la télévision.
De 1991 à 2003, Volkmar Böhm travaille dans le département culturel de l'administration municipale de Zittau et organisé des événements publics, dont le Landesgartenschau Zittau/Olbersdorf 1999. En 2003, il prend sa retraite mais prend part à des événements honorifiques ou des festivals de la ville de Zittau.

## Discographie
- 1962 : Es ist schon wieder gleich zehn  Amiga 450 292
- 1962 : Ursula Amiga 450 292
- 1962 : Fahr nicht weg ohne mich  Amiga 450 319
- 1962 : Die blonde Gefahr Amiga 450 319
- 1962 : Mein neustes Hobby  Amiga 450 389
- 1962 : So kalt wie Eis Amiga 450 389
- 1963 : Doch Betty kann so furchtbar lieb sein  Amiga 450 354
- 1963 : Philippo Martini Amiga 450 354
- 1963 : Nummer eins in meinem Herzen  Amiga 450 396
- 1963 : Dalli, dalli Amiga 450 396
- 1963 : I love you Amiga 450 407  (Ruth Brandin und Volkmar Böhm)
- 1964 : Warum gehst du an mir vorbei Amiga 450 422
- 1964 : Heut ist Budenzauber Amiga 450 422
- 1964 : Nur im Traum Amiga 450 426 (Ruth Brandin und Volkmar Böhm)
- 1964 : Shake Hands Amiga 450 440
- 1964 : Heiße Noten nicht verboten Amiga 450 440
- 1964 : Love, love, love Amiga 450 453 (Ruth Brandin und Volkmar Böhm)
- 1964 : Twist-Ballerina Amiga 450 453
- 1965 : La luna Amiga 450 477 (Ruth Brandin und Volkmar Böhm)
- 1965 : Wenn das deine große Liebe ist Amiga 450 477
- 1966 : Baby, du bist meine Braut Amiga 450 505
- 1966 : Oh, Mona Lisa Amiga 450 556
- 1966 : Was du heute kannst besorgen Amiga 450 556
- 1966 : Für die Liebe gibt´s kein Parkverbot Amiga 450 587 (Ruth Brandin und Volkmar Böhm)
- 1966 : Das Lexikon der Liebe Amiga 450 587 (Ruth Brandin und Volkmar Böhm)
- 1966 : Rosi Twist Amiga 450 613
- 1966 : Wo steht das nur im Wörterbuch Amiga 450 613
- 1967 : Ich war ein Vagabund der Liebe Amiga 450 625
- 1967 : Du hast 99 Fehler Amiga 450 641 (Ruth Brandin und Volkmar Böhm)
- 1967 : Du hast den Schlüssel zum Glück Amiga 450 641
- 1967 : Alles klar zur großen Reise Amiga 855 125 (Ruth Brandin und Volkmar Böhm)
- 1968 : Das kann jedem mal passieren Amiga 450 670
- 1968 : Und dann sahst du mich an Amiga 855 127 (Schlager 1968)
- 1968 : In Mexiko City Amiga 855 146 (Schlager Treffer)
- 1968 : Ein bunter Sombrero Amiga 855 152  (Schlager aktuell)
- 1969 : PACHANGA Amiga 450 733
- 1970 : Wenn ich mal 100 Jahr alt bin Amiga 855 221  (Schlager 1970)

## Source de la traduction
- (de) Cet article est partiellement ou en totalité issu de l’article de Wikipédia en allemand intitulé « Volkmar Böhm » (voir la liste des auteurs).